# Bambi Woods
Bambi Woods, née le 12 juillet 1955 à Pierre (Dakota du Sud), est une actrice pornographique américaine, vedette du film de 1978 Debbie Does Dallas. Elle est aussi l'une des plus énigmatiques.

## Biographie
Le vrai nom de Bambi Woods, sa date de naissance, son lieu de naissance, les détails de sa vie personnelle sont inconnus depuis le milieu des années 1980. Elle n'a tourné que 4 films : Debbie Does Dallas en 1978 réalisé par Jim Clark, écrit par Maria Minestra ; une suite : Debbie Does Dallas Part II et Swedish Erotica 12 ; Debbie Does Dallas III : [The Final Chapter] en 1985.

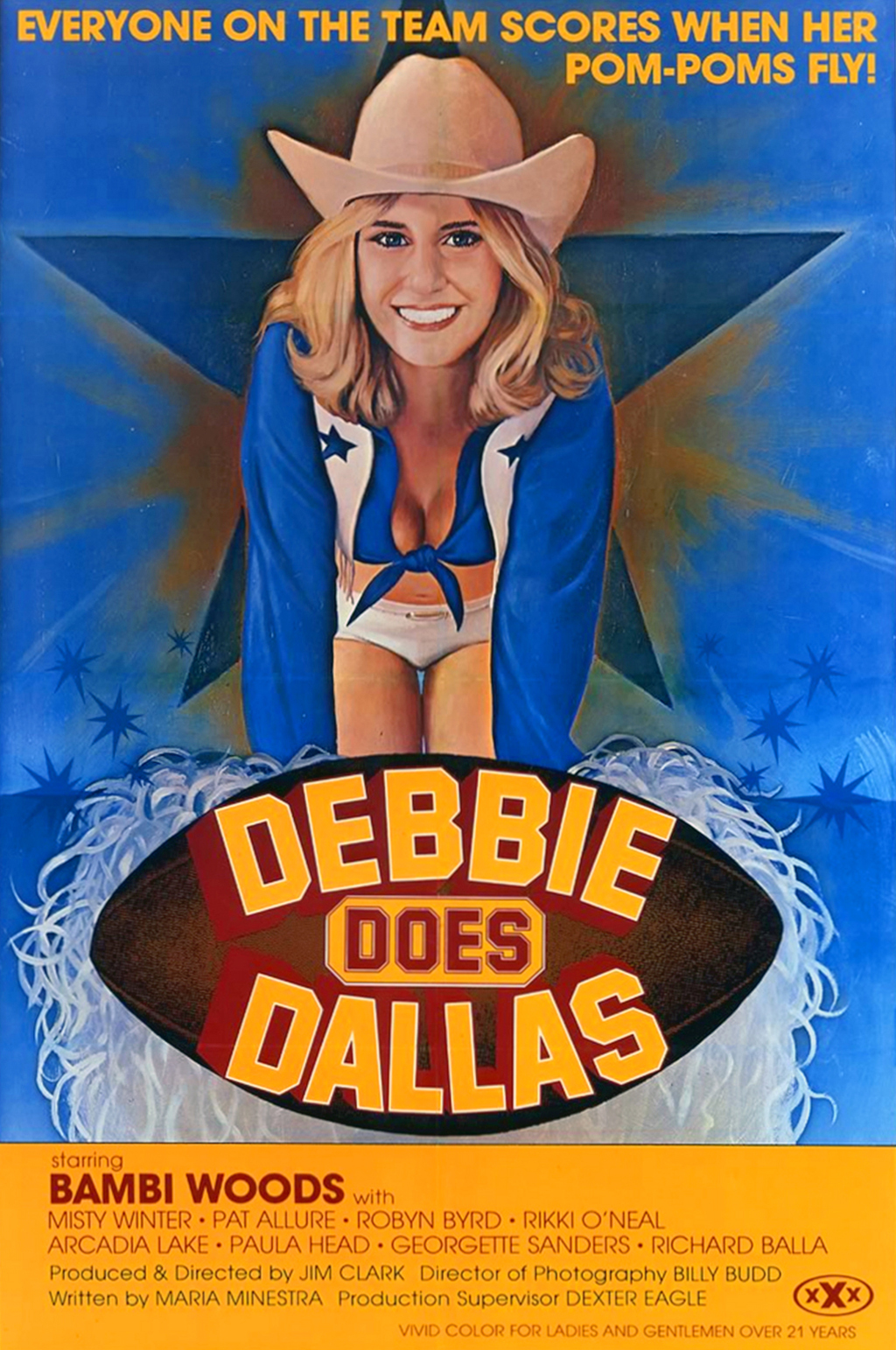
Affiche du film Debbie Does Dallas.

En 1986, le journal australien The Age annonce sa mort par overdose de drogue, ce qui donne lieu à de nombreuses rumeurs à son sujet. Certaines sources ont prétendu que son vrai nom était Debbie DeSanto ou Barbara Woodson. En 2005, un documentaire anglais de Channel 4, The Dark side of Porn : Debbie does Dallas uncovered (« Le côté obscur de la pornographie : Debbie Does Dallas décortiqué »), emploie les services d'un détective privé pour traquer Bambi Woods sans succès. Aucune femme n'est enregistrée sous le nom de Barbara Woodson et aucun enregistrement de décès en 1986 n'est trouvé. Dans le même documentaire, les partenaires des films Debbie Does Dallas spéculent qu'elle s'est simplement retirée de l'industrie des films pour adultes afin de vivre dans l'anonymat sous son vrai nom à Des Moines, dans l'Iowa. Pour promouvoir Debbie does Dallas, il est parfois annoncé que Bambi Woods serait une pom-pom girl des Dallas Cowboys. Par exemple, une bande annonce indique : « dans la vraie vie, j'étais une Dallas Cowgirl ». Mais tout cela est faux.

## Interview en 2007
En 2007, le site internet YesButNoButYes publie une interview avec une personne affirmant être Bambi Woods. Elle raconte que son vrai nom n'est ni Debbie DeSanto, ni Barbara Woodson. Elle raconte avoir grandi dans une ville à deux heures de vol de New York. Elle a quitté la ville pour trouver un travail en tant qu'actrice. Elle travaillait dans un supermarché pour joindre les deux bouts avant de tourner dans Debbie Does Dallas. Son salaire pour le film a été de 400$. Cette personne a tourné dans la suite Deebie Does Dallas 2 pour l'argent, en lien avec un problème de drogue :"the money was just too good and I did have a drug problem at the time" ("l'argent était trop tentant et j'avais alors un problème de drogue"). Elle a affirmé qu'elle n'était pas choisie pour le troisième opus mais plusieurs scènes de cette opus étaient des scènes non utilisées du second. Elle affirme qu'après avoir quitté l'industrie elle ne s'est pas délibérément cachée, mais a juste coupé ses cheveux et les a teints en brun, ce qui a changé son look suffisamment. Elle dit qu'à ce jour elle vit en Californie, elle s'est mariée il y a 20 ans avec un homme qui travaille dans le développement de logiciels et a deux enfants. L'interviewer admet clairement dans un post-scriptum que l'interview n'est pas corroborée et qu'il a pu être la victime d'un canular, mais admet qu'à plusieurs reprises la personne prétendant être Bambi Woods a fourni un nombre de petits détails que seule la vraie Bambi Woods pouvait connaître. L'article mentionne aussi une offre laissée ouverte pour une interview audio, mais seulement si l'interviewer fait une donation substantielle. À plusieurs reprises, elle indique ses raisons pour aller au-delà d'une interview écrite : faire valoir ses droits, en particulier à la lumière du documentaire sur Debbie Does Dallas qui contient des inexactitudes.

## Récompenses
- 1998 : AVN Hall of Fame

## Dans la culture populaire
- The Dark Side of Porn - Debbie Does Dallas Uncovered, documentaire de Francis Hanly diffusé en 2005 sur Channel 4.
- Le groupe de rock néerlandais A Balladeer sort un album en 2008 intitulé Where Are You, Bambi Woods? sur le label EMI.